# Rîdeți ca-n viață
Rîdeți ca-n viață este un film românesc din 1985 regizat de Andrei Blaier. Rolurile principale au fost interpretate de actorii Gheorghe Dinică, Ilarion Ciobanu, Oana Pellea și Stelian Nistor.

## Distribuție
Distribuția filmului este alcătuită din:
- Gheorghe Dinică — inginerul șef
- Ilarion Ciobanu — nea Tudor, maistrul de pe șantier
- Oana Pellea — Angela, ospătăriță orfană sedusă de dr. Andrei
- Stelian Nistor — Manea, iubitul Angelei
- Bogdan Gheorghiu — Bogdan, prietenul Angelei și al lui Manea, angajat pe șantier ca șofer de basculantă
- Violeta Andrei — soția inginerului șef
- Alexandru Repan — Andrei, medicul șantierului
- Jean-Lorin Florescu — Honorini, maestru scamator
- Maria Gligor — soția medicului
- Paul Lavric — administratorul șantierului
- Valentin Voicilă — Neagu, șef de echipă
- Doru Ana — Nedelcu, șofer de basculantă
- Petrică Panait — muncitor de pe șantier
- Vasile Mureșan
- Elena Pop — secretara inginerului șef
- Alexandru Boroș
- Flavius Constantinescu — moș Luca, gazda celor trei tineri
- Ion Albu
- Gheorghe Dițu
- Gheorghe Paulian
- Luminița Stoianovici — asistenta medicală
- Fabian Maxim
- Constantin Florea
- Emil Cojocaru
- Valentina Livinț
- Nini Gheorghieș
- Ruxandra Băcescu
- Nicu Tănase

## Primire
Filmul a fost vizionat de 1.354.764 de spectatori în cinematografele din România, după cum atestă o situație a numărului de spectatori înregistrat de filmele românești de la data premierei și până la data de 31 decembrie 2014 alcătuită de Centrul Național al Cinematografiei.